# ريتشارد غودل
ريتشارد غودل هو ضابط وسياسي أمريكي، ولد في 18 يوليو 1784، وتوفي في 25 يناير 1826.